# Onciale 087
- Papyrus
- Onciale
- Minuscules
- Lectionnaire

Le Codex 087, portant le numéro de référence 087 (Gregory-Aland), ε 27 (Soden), est un manuscrit du parchemin du Nouveau Testament en écriture grecque onciale. 

## Description
Le codex se compose de 3 folios. Il est écrit sur une colonne, avec 18 lignes par colonne. Les dimensions du manuscrit sont de 34 x 26. Les paléographes datent ce manuscrit du VIe siècle,. 
Le codex fut divisé en deux parties: Codex 087 et Codex 092b.
Le manuscrit a été examiné par Constantin von Tischendorf, Eduard de Muralt, J. Rendel Harris, et David C. Parker (2007).
Contenu
C'est un manuscrit contenant le texte de l'Évangile selon Matthieu 1,23-2,2; 19,3-8; 21,19-24 et Évangile selon Jean 18,29-35. Codex 092b contenant Évangile selon Marc 12,32-37. 
Texte
Le texte du codex représenté est de type alexandrin. Kurt Aland le classe en Catégorie II.
Lieu de conservation
Le codex 087 est actuellement conservé à la Bibliothèque nationale russe (Gr. 12,278) à Saint-Pétersbourg,.
Le codex 092b est conservé au Monastère Sainte-Catherine (Sinai Harris 11, 1 f.).